# Hirsutella entomophila
Hirsutella entomophila är en svampart som beskrevs av Pat. 1892. Hirsutella entomophila ingår i släktet Hirsutella och familjen Ophiocordycipitaceae.   Inga underarter finns listade i Catalogue of Life.